# Градара
Градара, Ґрадара (італ. Gradara) — муніципалітет в Італії, у регіоні Марке,  провінція Пезаро і Урбіно.
Градара розташована на відстані близько 230 км на північ від Рима, 70 км на північний захід від Анкони, 11 км на захід від Пезаро, 28 км на північний схід від Урбіно.
Населення — 4862 особи (2014).

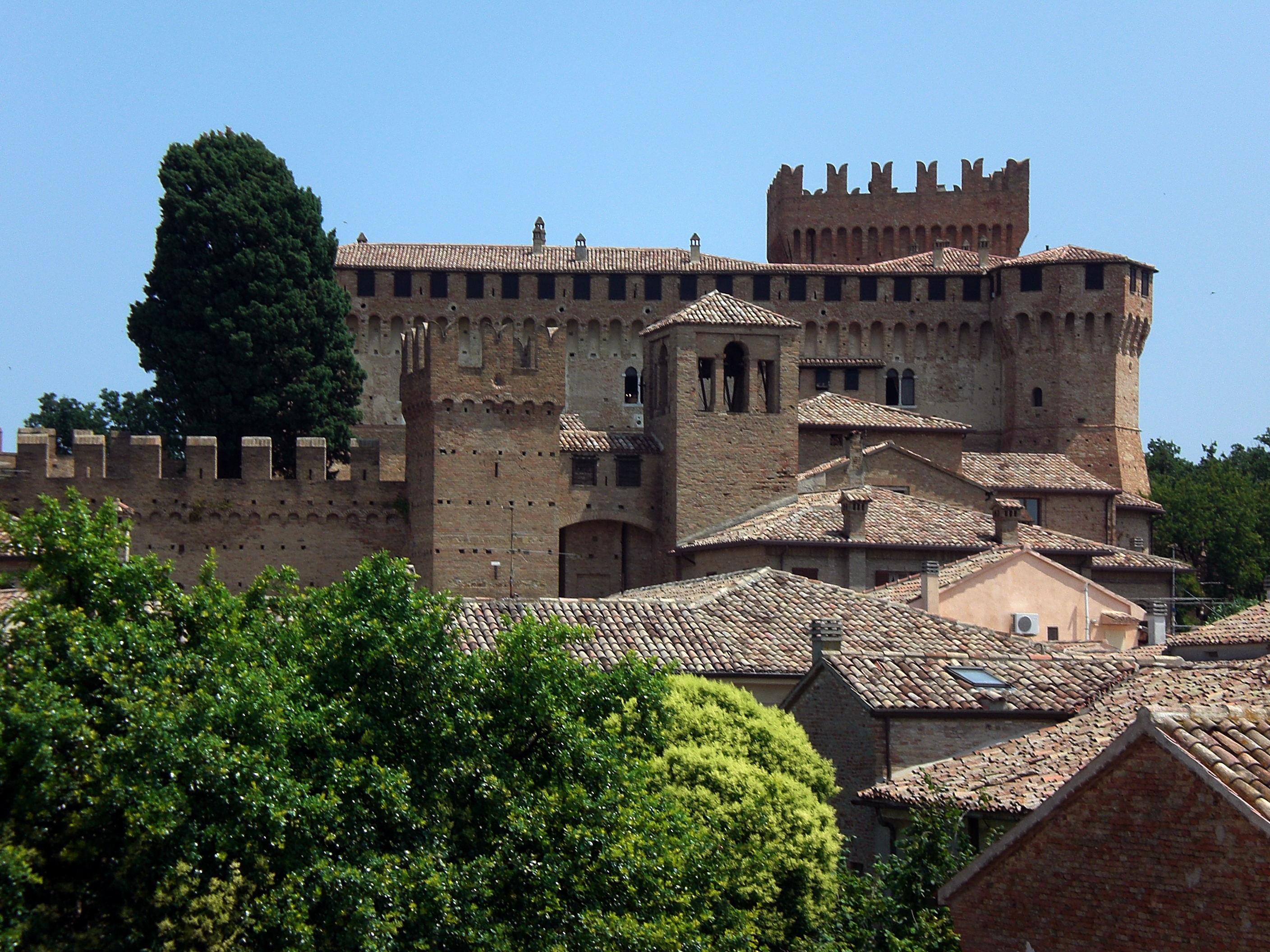

Щорічний фестиваль відбувається 24 вересня. Покровитель — San Terenzio.

## Демографія
Населення за роками:

Станом на 1 січня 2023 року в муніципалітеті офіційно проживали 294 іноземці з 35 країн, серед них 132 громадяни країн Євросоюзу та 32 громадяни України.

## Сусідні муніципалітети
- Каттоліка
- Габічче-Маре
- Пезаро
- Сан-Джованні-ін-Мариньяно
- Тавуллія